# Робінсон (Техас)
Робінсон (англ. Robinson) — місто (англ. city) в США, в окрузі Макленнан штату Техас. Населення — 12 443 особи (2020).

## Географія
Робінсон розташований за координатами 31°27′5″ пн. ш. 97°7′22″ зх. д. / 31.45139° пн. ш. 97.12278° зх. д. (31.451487, -97.122876).  За даними Бюро перепису населення США в 2010 році місто мало площу 81,83 км², з яких 80,91 км² — суходіл та 0,92 км² — водойми.

## Демографія
Згідно з переписом 2010 року, у місті мешкало 10 509 осіб у 3764 домогосподарствах у складі 3004 родин. Густота населення становила 128 осіб/км².  Було 3965 помешкань (48/км²).
Расовий склад населення:
| - 88,0 % — білих - 3,8 % — чорних або афроамериканців - 0,6 % — корінних американців - 0,5 % — азіатів - 5,1 % — осіб інших рас |

До двох чи більше рас належало 2,0 %. Частка іспаномовних становила 14,0 % від усіх жителів.
За віковим діапазоном населення розподілялося таким чином: 26,3 % — особи молодші 18 років, 58,9 % — особи у віці 18—64 років, 14,8 % — особи у віці 65 років та старші. Медіана віку мешканця становила 38,7 року. На 100 осіб жіночої статі у місті припадало 97,2 чоловіків;  на 100 жінок у віці від 18 років та старших — 91,9 чоловіків також старших 18 років.
Середній дохід на одне домашнє господарство  становив 76 789 доларів США (медіана — 72 943), а середній дохід на одну сім'ю — 81 791 долар (медіана — 79 423). Медіана доходів становила 49 688 доларів для чоловіків та 38 682 долари для жінок. За межею бідності перебувало 9,6 % осіб, у тому числі 16,6 % дітей у віці до 18 років та 3,3 % осіб у віці 65 років та старших.
Цивільне працевлаштоване населення становило 5599 осіб. Основні галузі зайнятості: освіта, охорона здоров'я та соціальна допомога — 28,4 %, роздрібна торгівля — 16,6 %, виробництво — 9,5 %, будівництво — 8,0 %.